# Toilettenverbot
Das Toilettenverbot ist eine Maßnahme, die international als Folter anerkannt ist.
Dem Gefangenen, Verhöropfer, Verdächtigten oder Bestraften wird verboten, die Toilette zu benutzen, was nach einiger Zeit dazu führt, dass er sein Bedürfnis nicht mehr unterdrücken kann.
Diese Form der Folter dient vor allem der Demütigung und Erniedrigung und wird teilweise sogar vor bzw. während eines Verhörs angewandt. Häufig müssen sich die so Bestraften teilweise oder ganz nackt ausziehen.
Beispielsweise wurden Anfang der 2000er-Jahre Häftlinge in Argentinien mit Toilettenverbot belegt, nachdem im dortigen Gefängnis ein Aufstand niedergeschlagen worden war.